# Салуццо, Агостино
Агостино Салуццо (итал. Agostino Saluzzo; Неаполь, 1631 — Генуя, 1701) — дож Генуэзской республики.

## Биография
Родился в Генуе в 1631 году. Его семья происходила из окрестностей Савоны, переехала в Геную в 1438 года, однако имела крепкие связи с Неаполитанским королевством. Его отец, президент Королевской палаты Соммария Джакомо Салуццо в 1643 году построил в Генуе Святилище Мадонна-дель-Монте, где был помещен почитаемый образ Девы Марии. Так он исполнил обет, данный по поводу дарования наследника, который и родился в 1631 году от второго брака с Доротеей Агостино Донати.
Во время народной революции, инициированной Мазаньелло против испанской власти в 1647-1648 годах, Агостино был призван к оружию, чтобы защищать корону, так как его семейные активы находились на территории Неаполитанского королевства. В 1649 году за оказанные услуги он был награждён королём Филиппом IV Испанским титулом герцога Корильяно, а в 1691 году - титулом лорда и князя Текиле.
Только в 1665 году он вернулся в Геную, где работал на должностях в сфере торговли и финансов. В 1669 году он был избран сенатором Республики.
Был избран дожем 5 июля 1673 года, став одновременно королём Корсики. 4 июля 1675 года завершил свой мандат, после чего продолжал служить Республике.
Умер в Генуе в 1701 году и был похоронен в Святилище Мадонна-дель-Монте. 

### Личная жизнь
От первого брака с Корнелией Инвреа имел сына Джакомо, от второго, с Паолой Саули, - сына Джан Филиппо.